# Spilosmylus pustulatus
Spilosmylus pustulatus är en insektsart som beskrevs av Navás 1935. Spilosmylus pustulatus ingår i släktet Spilosmylus och familjen vattenrovsländor. Inga underarter finns listade i Catalogue of Life.